# Oncometopia interjecta
Oncometopia interjecta är en insektsart som beskrevs av Fowler 1899. Oncometopia interjecta ingår i släktet Oncometopia och familjen dvärgstritar.
Artens utbredningsområde är Panama. Inga underarter finns listade i Catalogue of Life.